# Luisa Karolina Hesensko-Kasselská
Luisa Karolina Hesensko-Kasselská (28. září 1789, Gottorp – 13. března 1867, Ballenstedt) byla manželkou Fridricha Viléma Šlesvicko-Holštýnsko-Sonderbursko-Glücksburského a matriarcha glücksburského rodu, který se stal nakonec vládnoucím domem Dánska, Řecka a Norska.

## Rodina
Luisa Karolina se narodila ve městě Gottorp ve Šlesvicku jako dcera Karla Hesensko-Kasselského a jeho manželky Luisy Dánské a Norské. Její starší sestrou byla manželka dánského krále Frederika VI., Marie Hesensko-Kasselská.

## Manželství a potomci
Luisa Karolina se provdala za Fridricha Viléma, s nímž měla deset dětí:
- Luisa Marie Šlesvicko-Holštýnsko-Sonderbursko-Glücksburská (23. října 1810 – 11. května 1869)
- Bedřiška Šlesvicko-Holštýnsko-Sonderbursko-Glücksburská (9. listopadu 1811 – 10. července 1902), ⚭ 1834 Alexandr Karel Anhaltsko-Bernburský (2. března 1805 – 19. srpna 1863), princ askánský a vévoda Anhaltska-Bernburska
- Karel Šlesvicko-Holštýnsko-Sonderbursko-Glücksburský (30. září 1813 – 24. října 1878), ⚭ 1838 Vilemína Dánská (18. ledna 1808 – 30. května 1891)
- Fridrich Šlesvicko-Holštýnsko-Sonderbursko-Glücksburský (23. října 1814 – 27. listopadu 1885), ⚭ 1841 Adléta ze Schaumburg-Lippe (9. března 1821 – 30. července 1899)
- Vilém Šlesvicko-Holštýnsko-Sonderbursko-Glücksburský (10. dubna 1816 – 5. září 1893)
- Kristián IX. (8. dubna 1818 – 29. ledna 1906), král dánský od roku 1863 až do své smrti, ⚭ 1842 Luisa Hesensko-Kasselská (7. září 1817 – 29. září 1898)
- Luisa Šlesvicko-Holštýnsko-Sonderbursko-Glücksburská (18. listopadu 1820 – 30. listopadu 1894), abatyše v Itzehoe
- Julius Šlesvicko-Holštýnsko-Sonderbursko-Glücksburský (14. října 1824 – 1. června 1903), ⚭ 1883 Elisabeth von Ziegesar (1856–1887), morganatické manželství
- Johan Šlesvicko-Holštýnsko-Sonderbursko-Glücksburský (5. prosince 1825 – 27. května 1911), svobodný a bezdětný
- Mikuláš Šlesvicko-Holštýnsko-Sonderbursko-Glücksburský (22. prosince 1828 – 18. srpna 1849)

Luisin syn, princ Kristián, byl v roce 1847 jmenován třetí v linii následnictví dánského trůnu Kristiána VIII. Na trůn nakonec nastoupil 15. listopadu 1863 po svém bezdětném bratranci, Frederikovi VII., protože dědičný princ Ferdinand zemřel již o něco dříve.
Mezi její vnoučata patřil mimo jiné dánský král Frederik VIII., britská královna Alexandra, ruská carevna Marie Fjodorovna, král Řeků Jiří I. a hannoverská korunní princezna Thyra.
V době své smrti byla Luisa Karolina posledním žijícím vnoučetem dánského krále Frederika V.

## Tituly a oslovení
- 28. září 1789 – 26. ledna 1810: Její Jasnost princezna Luisa Karolina Hesensko-Kasselská
- 26. ledna 1810 – 25. března 1816: Její Jasnost dědičná princezna šlesvicko-holštýnsko-sonderbursko-beckská
- 25. března 1816 – 6. července 1825: Její Jasnost vévodkyně šlesvicko-holštýnsko-sonderbursko-beckská
- 6. července 1825 – 17. února 1831: Její Jasnost vévodkyně šlesvicko-holštýnsko-sonderbursko-glücksburská
- 17. února 1831 – 13. března 1867: Její Jasnost vévodkyně vdova šlesvicko-holštýnsko-sonderbursko-glücksburský

## Vývod z předků
|                                   |                                 |  |                     |                                          |  |  |  |  |  |  |  | Karel I. Hesensko-Kasselský |
|                                   |                                 |  |                     |                                          |  |  |  |  |  |  |  |                             |
|                                   | Vilém VIII. Hesensko-Kasselský  |  |                     |                                          |  |  |  |  |  |  |  |                             |
|                                   |                                 |  |                     |                                          |  |  |  |  |  |  |  |                             |
|                                   |                                 |  |                     | Marie Amálie Kuronská                    |  |  |  |  |  |  |  |                             |
|                                   |                                 |  |                     |                                          |  |  |  |  |  |  |  |                             |
|                                   | Fridrich II. Hesensko-Kasselský |  |                     |                                          |  |  |  |  |  |  |  |                             |
|                                   |                                 |  |                     |                                          |  |  |  |  |  |  |  |                             |
|                                   |                                 |  |                     | Mořic Vilém Sasko-Zeitzský               |  |  |  |  |  |  |  |                             |
|                                   |                                 |  |                     |                                          |  |  |  |  |  |  |  |                             |
|                                   | Dorotea Vilemína Sasko-Zeitzská |  |                     |                                          |  |  |  |  |  |  |  |                             |
|                                   |                                 |  |                     |                                          |  |  |  |  |  |  |  |                             |
|                                   |                                 |  |                     | Marie Amálie Braniborská                 |  |  |  |  |  |  |  |                             |
|                                   |                                 |  |                     |                                          |  |  |  |  |  |  |  |                             |
|                                   | Karel Hesensko-Kasselský        |  |                     |                                          |  |  |  |  |  |  |  |                             |
|                                   |                                 |  |                     |                                          |  |  |  |  |  |  |  |                             |
|                                   |                                 |  |                     | Jiří I.                                  |  |  |  |  |  |  |  |                             |
|                                   |                                 |  |                     |                                          |  |  |  |  |  |  |  |                             |
|                                   | Jiří II.                        |  |                     |                                          |  |  |  |  |  |  |  |                             |
|                                   |                                 |  |                     |                                          |  |  |  |  |  |  |  |                             |
|                                   |                                 |  |                     | Žofie Dorotea z Celle                    |  |  |  |  |  |  |  |                             |
|                                   |                                 |  |                     |                                          |  |  |  |  |  |  |  |                             |
|                                   | Marie Hannoverská               |  |                     |                                          |  |  |  |  |  |  |  |                             |
|                                   |                                 |  |                     |                                          |  |  |  |  |  |  |  |                             |
|                                   |                                 |  |                     | Jan Fridrich Braniborsko-Ansbašský       |  |  |  |  |  |  |  |                             |
|                                   |                                 |  |                     |                                          |  |  |  |  |  |  |  |                             |
|                                   | Karolina z Ansbachu             |  |                     |                                          |  |  |  |  |  |  |  |                             |
|                                   |                                 |  |                     |                                          |  |  |  |  |  |  |  |                             |
|                                   |                                 |  |                     | Eleonora Sasko-Eisenašská                |  |  |  |  |  |  |  |                             |
|                                   |                                 |  |                     |                                          |  |  |  |  |  |  |  |                             |
| Luisa Karolina Hesensko-Kasselská |                                 |  |                     |                                          |  |  |  |  |  |  |  |                             |
|                                   |                                 |  |                     |                                          |  |  |  |  |  |  |  |                             |
|                                   |                                 |  | Frederik IV. Dánský |                                          |  |  |  |  |  |  |  |                             |
|                                   |                                 |  |                     |                                          |  |  |  |  |  |  |  |                             |
|                                   | Kristián VI.                    |  |                     |                                          |  |  |  |  |  |  |  |                             |
|                                   |                                 |  |                     |                                          |  |  |  |  |  |  |  |                             |
|                                   |                                 |  |                     | Luisa Meklenburská                       |  |  |  |  |  |  |  |                             |
|                                   |                                 |  |                     |                                          |  |  |  |  |  |  |  |                             |
|                                   | Frederik V.                     |  |                     |                                          |  |  |  |  |  |  |  |                             |
|                                   |                                 |  |                     |                                          |  |  |  |  |  |  |  |                             |
|                                   |                                 |  |                     | Kristián Jindřich Braniborsko-Kulmbašský |  |  |  |  |  |  |  |                             |
|                                   |                                 |  |                     |                                          |  |  |  |  |  |  |  |                             |
|                                   | Žofie Magdalena Braniborská     |  |                     |                                          |  |  |  |  |  |  |  |                             |
|                                   |                                 |  |                     |                                          |  |  |  |  |  |  |  |                             |
|                                   |                                 |  |                     | Žofie Kristýna Wolfsteinská              |  |  |  |  |  |  |  |                             |
|                                   |                                 |  |                     |                                          |  |  |  |  |  |  |  |                             |
|                                   | Luisa Dánská a Norská           |  |                     |                                          |  |  |  |  |  |  |  |                             |
|                                   |                                 |  |                     |                                          |  |  |  |  |  |  |  |                             |
|                                   |                                 |  |                     | Jiří I.                                  |  |  |  |  |  |  |  |                             |
|                                   |                                 |  |                     |                                          |  |  |  |  |  |  |  |                             |
|                                   | Jiří II.                        |  |                     |                                          |  |  |  |  |  |  |  |                             |
|                                   |                                 |  |                     |                                          |  |  |  |  |  |  |  |                             |
|                                   |                                 |  |                     | Žofie Dorotea z Celle                    |  |  |  |  |  |  |  |                             |
|                                   |                                 |  |                     |                                          |  |  |  |  |  |  |  |                             |
|                                   | Luisa Hannoverská               |  |                     |                                          |  |  |  |  |  |  |  |                             |
|                                   |                                 |  |                     |                                          |  |  |  |  |  |  |  |                             |
|                                   |                                 |  |                     | Jan Fridrich Braniborsko-Ansbašský       |  |  |  |  |  |  |  |                             |
|                                   |                                 |  |                     |                                          |  |  |  |  |  |  |  |                             |
|                                   | Karolina z Ansbachu             |  |                     |                                          |  |  |  |  |  |  |  |                             |
|                                   |                                 |  |                     |                                          |  |  |  |  |  |  |  |                             |
|                                   |                                 |  |                     | Eleonora Sasko-Eisenašská                |  |  |  |  |  |  |  |                             |
|                                   |                                 |  |                     |                                          |  |  |  |  |  |  |  |                             |